# 1864 год в литературе

## Книги
- «Алиса в Стране чудес» — книга Льюиса Кэрролла.
- «Борьба за престол» — народно-историческая драма Генрика Ибсена.
- «Воевода» — пьеса А. Н. Островского (опубликована в 1865 году).
- «Два генерала» — произведение Д. В. Григоровича.
- «Действующие лица» — сборник стихов Роберта Браунинга.
- «Записки из подполья» — повесть Ф. М. Достоевского.
- «Крокодил» — рассказ Ф. М. Достоевского (опубликован в 1865 году).
- «Кузина Филлис» — роман Элизабет Гаскелл.
- «Леди Макбет Мценского уезда» — повесть Н. С. Лескова (опубликована в 1865 году).
- «Некуда» — роман Н. С. Лескова.
- «Подлиповцы» — первый этнографический очерк Ф. М. Решетникова, опубликованный в журнале «Современник».
- «Путешествие к центру Земли» — роман Жюля Верна.
- «Свет. Роман минувшей жизни» — роман в стихах Николая Жандра.
- «Ставленник» — повесть Ф. М. Решетникова.
- «Шутники» — пьеса А. Н. Островского.

## Родились
- 9 января — Иосиф Лайхтер, чешский писатель (умер в 1949).
- 16 февраля – Герман Штер, немецкий писатель и поэт.
- 8 марта – Сигизмунд Недзвецкий, польский писатель.
- 11 мая — Этель Лилиан Войнич (Ethel Lilian Voynich), английская писательница и композитор (умерла в 1960).
- 5 августа — Евгений Николаевич Чириков, русский писатель, драматург, публицист (умер в 1932).
- 29 сентября — Мигель де Унамуно (Miguel de Unamuno y Jugo ), испанский писатель, философ, общественный деятель (умер в 1936).
- 14 октября — Лакшминатх Безбаруа, индийский поэт, писатель, драматург (умер в 1938).
- 4 декабря — Карле Хальме, финский драматург, прозаик (умер в 1946).

## Умерли
- 10 апреля — Николай Филиппович Павлов, русский писатель, поэт, переводчик (родился в 1803).
- 19 мая — Натаниел Готорн (Nathaniel Hawthorne), американский писатель (родился в 1804).
- 20 мая — Степан Петрович Шевырёв, русский литературный критик, историк литературы, поэт (родился в 1806).
- 31 мая — Герман фон Гильм-цу-Розенегг, австрийский поэт-лирик (родился в 1812).
- 22 июля — Михаил Михайлович Достоевский, русский писатель (родился в 1820).
- 10 августа — Антонио Сомма, итальянский драматург, либреттист, журналист, поэт и адвокат (родился в 1809).
- 7 октября — Аполлон Александрович Григорьев, русский поэт, литературный и театральный критик, переводчик (родился в 1822).
- 3 ноября — Антонио Гонсалвес Диас (исп. Antônio Gonçalves Dias, бразильский драматург, национальный поэт Бразилии (родился в 1823).
- 6 декабря — Симонас Даукантас (Simonas Daukantas), литовский историк и писатель-просветитель (родился в 1793).
- 31 декабря — Александр Васильевич Дружинин, русский писатель, литературный критик, переводчик (родился в 1824).